# Vin Diesel
Mark Sinclair Vincent, mais conhecido como Vin Diesel (Condado de Alameda, 18 de julho de 1967) é um ator, roteirista e produtor de cinema norte-americano. Depois de aparecer no filme de guerra Saving Private Ryan (1998), ele ganhou fama internacional com seu papel como Dominic Toretto na franquia Velozes e Furiosos.
Diesel iniciou sua carreira em 1990, mas inicialmente lutou para ganhar papéis até escrever e produzir o curta-metragem Multi-Facial (1995), que atraiu a atenção do diretor Steven Spielberg, que estava desenvolvendo o filme Saving Private Ryan. Spielberg reescreveu elementos do filme para permitir que Diesel aparecesse, o que ajudou a iniciar sua carreira. Posteriormente, ele dublou o personagem-título em The Iron Giant (1999), e ganhou uma reputação como estrela de ação depois de estrelar em The Fast and the Furious, The Chronicles of Riddick e na série XXX.
Mais tarde em sua carreira, Diesel também ganhou notoriedade por emprestar sua voz ao personagem Groot em Guardiões da Galáxia, bem como no Universo Cinematográfico Marvel, e no filme de animação Ralph Breaks the Internet (2018). Ele também fundou a produtora One Race Films, que produziu várias de suas principais películas. Fora dos filmes de ação, Diesel obteve sucesso comercial em vários outros gêneros, como no filme de comédia The Pacifier (2005), enquanto sua atuação em Find Me Guilty (2006) foi elogiada.
Ele está representado para interpretar o personagem de quadrinhos Bloodshot em sua adaptação cinematográfica, e está programado para aparecer nas sequências de Avatar.

## Biografia
Diesel nasceu no condado de Alameda, Califórnia, com seu irmão gêmeo fraterno, Paul. Sua mãe, Delora Sherleen (Sinclair) Vincent, é astróloga. Diesel afirmou que ele é "de etnia ambígua". Sua mãe tem ascendência inglesa, alemã e escocesa. Ele nunca conheceu seu pai biológico e afirmou que "tudo o que sei de minha mãe é que tenho conexões com muitas culturas diferentes". Diesel se identificou como "definitivamente uma pessoa não-branca", e declarou que o relacionamento de seus pais teria sido ilegal em partes dos Estados Unidos devido a leis anti-miscigenação. Ele foi criado em Nova Iorque por sua mãe caucasiana e padrasto afro-americano, Irving H. Vincent, um instrutor de teatro e gerente de teatro.
Diesel estreou no palco aos sete anos de idade quando apareceu na peça infantil Dinosaur Door, escrita por Barbara Garson. A peça foi produzida no Theatre for the New City, em Greenwich Village, em Nova Iorque. Seu envolvimento na peça ocorreu quando ele, seu irmão e alguns amigos invadiram o espaço Theatre for the New City, na Jane Street, com a intenção de vandalizá-la. Eles foram confrontados pelo diretor artístico do teatro, Crystal Field, que lhes ofereceu papéis no próximo show, em vez de chamar a polícia. Diesel permaneceu envolvido com o teatro durante a adolescência, frequentando o Hunter College de Nova York, onde estudos em escrita criativa o levaram a começar a escrever roteiros. Ele se identificou como um ator "multifacetado".

## Carreira

### 1990-1999: Primeiros trabalhos e reconhecimento
Aos 17 anos, Diesel trabalhou como segurança em alguns clubes de Nova Iorque, adotando então o nome de Vin Diesel. No ano seguinte, ele matriculou-se na Hunter College para estudar inglês, onde aperfeiçoou suas habilidades de roteirista, saindo três anos depois, para ir para Hollywood, decidindo continuar a carreira de ator.
O primeiro papel de Diesel no cinema foi uma breve aparição não creditada no filme de drama Awakenings (1990). Sua mãe deu-lhe um livro "Filmes ao Preço de Carros Usados", de Rick Schmidt. O livro demonstrou a Vin que ele poderia controlar a sua carreira, fazendo os seus próprios filmes. Conseguiu três mil dólares, escreveu uma história baseada nas suas próprias experiências e filmou em menos de três dias, a curta-metragem Multi-Facial (1995). O filme de 20 minutos foi escrito, produzido, dirigido e estreado por Diesel e mostra a vida de um aspirante a ator que - para conseguir um papel - finge ter uma nacionalidade diferente a cada teste que comparece, mas acabava sempre dando-se mal. O filme acabou por ser exibido no Festival de Cannes e ganhou alguns fãs de peso, entre eles Steven Spielberg, que anotou o nome do ator para, quem sabe, usá-lo num futuro próximo.
Feliz com o curta, voltou para Los Angeles e, através de uma campanha de telemarketing, conseguiu quase 50 mil dólares para financiar a sua primeira longa-metragem, "Strays"(1997) e, seis meses após o fim das filmagens, ele foi aceito para o Festival de Cinema de Sundance. Chamou mais uma vez a atenção de Steven Spielberg, que, ainda impressionado com a atuação de Diesel em "Multi-Facial", queria conhecê-lo. Foi convidado para ser um dos soldados comandados por Tom Hanks no premiado O Resgate do Soldado Ryan (1998), filme que ainda contava com Matt Damon, Edward Burns, Giovanni Ribisi e outros.
Em 1999, ele forneceu a voz para o personagem-título no filme de animação The Iron Giant.

### 2000-2009: Velozes e Furiosos e chegada ao estrelato

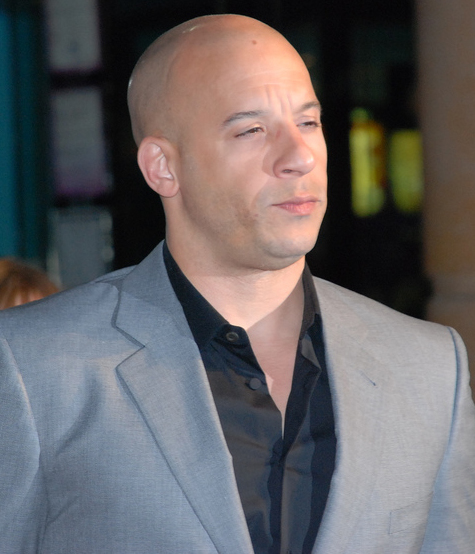
Diesel na estréia de Fast & Furious em 2009

Em 2000, Diesel teve um papel coadjuvante no thriller de drama Boiler Room, onde apareceu ao lado de Giovanni Ribisi e Ben Affleck. Ainda no mesmo ano, ele conseguiu seu papel de protagonista como o anti-herói Riddick no filme de ficção científica Pitch Black.
Vendo o bom trabalho de Diesel, os produtores do filme Velozes e Furiosos (2001) resolveram dar a Vin Diesel um personagem de destaque na sua nova produção. Diesel Interpretaria Dominic Toretto, o antagonista do personagem interpretado pelo ator Paul Walker. Com o nome em alta, Diesel atuou na comédia de ação Knockaround Guys (2001), ao lado de Barry Pepper, Seth Green e John Malkovich. Diesel também alcançou o estrelato de herói de ação no filme XXx (2002), como o agente secreto Xander Cage, também estrelado por Samuel L. Jackson e Asia Argento. Ele recusou a chance de repetir seus papéis nas sequências: 2 Fast 2 Furious (2003) e XXx: State of the Union (2005). Em vez disso, ele escolheu reprisar seu papel como Riddick em The Chronicles of Riddick, que foi um fracasso nas bilheterias considerando o grande orçamento. Ele também dublou o personagem em dois jogos de videogame e no filme de anime The Chronicles of Riddick: Dark Fury (2004). Interpretou o Tenente Shane Wolfe em The Pacifier (2005), o qual foi um sucesso de bilheteria.
Em 2006, ele escolheu um papel dramático interpretando o mafioso Jack DiNorscio no filme baseado em fatos reais Find Me Guilty, dirigido por Sidney Lumet. Embora tenha recebido elogios da crítica por sua atuação, o filme teve um péssimo desempenho nas bilheterias, arrecadando apenas US$ 2 milhões contra um orçamento de US$ 13 milhões. Mais tarde naquele ano, o ator fez uma aparição em The Fast and the Furious: Tokyo Drift.
Em 2007, Diesel deveria produzir e estrelar o Agente 47 na adaptação cinematográfica do jogo Hitman, mas acabou se afastando e atuando como produtor executivo do filme. Em 2008, ele estrelou o thriller de ação de ficção científica Babylon A.D., que foi um fracasso crítico e nas bilheterias. Diesel retornou à série The Fast and the Furious, juntamente com a maioria do elenco principal do filme original de 2001, em Fast & Furious, lançado em abril de 2009.

### 2010-presente

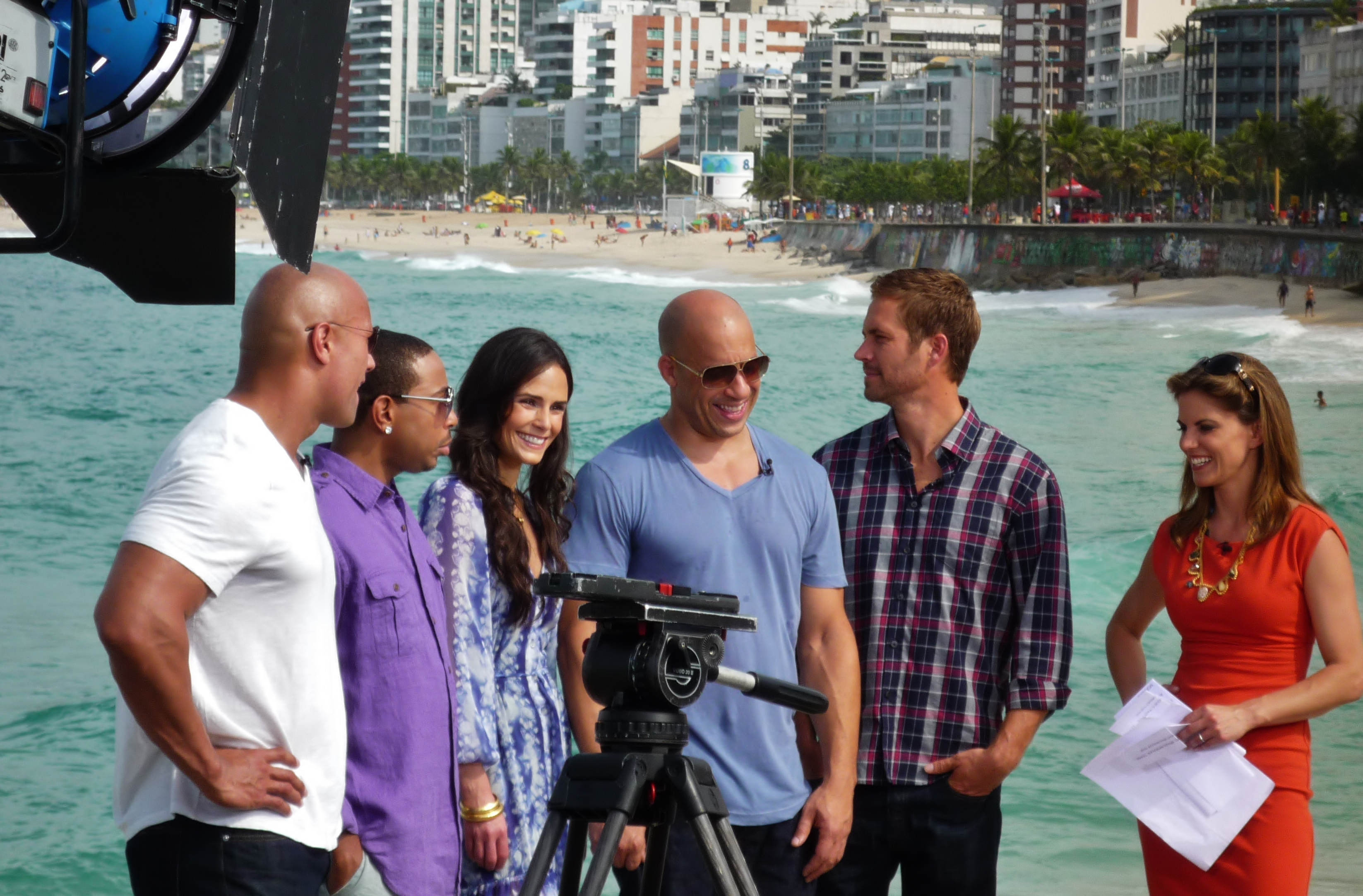
O elenco de Fast Five com Natalie Morales para a NBC Today em abril de 2011. Da esquerda para a direita: Dwayne Johnson, Chris Bridges, Jordana Brewster, Diesel e Paul Walker

Vin reprisou seu papel como Dominic Toretto nos próximos quatro filmes da franquia The Fast and the Furious, Fast Five (2011), Fast & Furious 6 (2013), Furious 7 (2015) e The Fate of the Furious (2017). Ele novamente deu vida ao personagem Riddick no terceiro filme da série The Chronicles of Riddick, simplesmente intitulado Riddick (2013). Em agosto de 2013, o ator recebeu uma estrela na Calçada da Fama de Hollywood. Ele dublou Groot no filme Guardians of the Galaxy de 2014, do Universo Cinematográfico Marvel. Ele estrelou o filme de ação e fantasia The Last Witch Hunter (2015). Em 2016, Diesel apareceu no drama de guerra Billy Lynn's Long Halftime Walk, de Ang Lee.
Em 2017, Diesel também reprisou seus papéis como Xander Cage em XXx: Return of Xander Cage, e Groot em Guardians of the Galaxy Vol. 2. Ao longo de vários anos, Diesel discutiu dois papéis distintos no Universo Cinematográfico Marvel. Quando perguntado ao ator, em entrevista a IGN, ele disse: "Quando Kevin Feige começou a falar comigo sobre ... quem iria pensar? Uma voz para uma coisa e presença para outra seria bastante genial – seria muito genial. Sempre que meu pai me envia um e-mail, no final ele diz 'fique humano' – e é legal e bonito, mas o que ele está realmente tentando dizer. Ele está tentando dizer que fui afetado pela Terrigen Mist? Ele quer me casar de novo?". Em novembro de 2016, o diretor de Guardiões da Galáxia, James Gunn, confirmou que Diesel estava conversando para interpretar Raio Negro (Black Bolt) no filme planejado dos Inumanos, mas foi transformado em uma série de televisão sem a participação de Diesel.
Diesel reprisou seu papel de Groot mais uma vez nos filmes crossover Avengers: Infinity War (2018) e Avengers: Endgame (2019), que combinaram as equipes de super-heróis de Guardiões da Galáxia e Os Vingadores. Ele disse: "[Eu] acho que haverá um momento pelo qual todos esperamos, e se você sabe disso ou não, você está esperando para ver [Groot] e [o Hulk] ter algumas palavras".
Diesel está definido para interpretar o personagem Bloodshot da Valiant Comics no filme de mesmo nome, que será lançado em 2020. Ele também está se juntando ao elenco de Avatar: The Way of Water de James Cameron, com o lançamento agendado em 2021.

## Vida pessoal

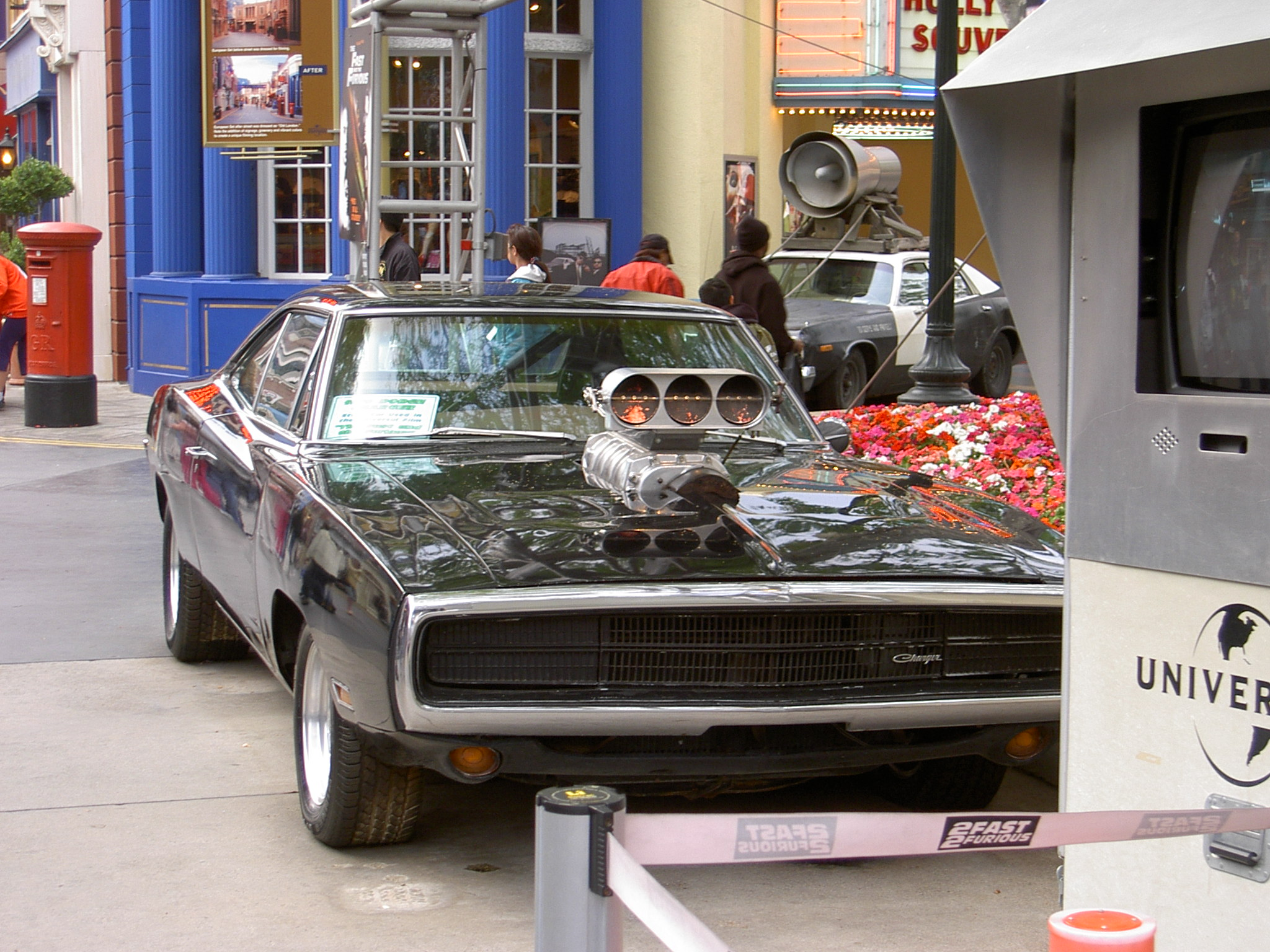
O carro principal de Diesel, um Dodge Charger, de Fast & Furious

Diesel e sua atual parceira, a modelo mexicana Paloma Jimenez, têm três filhos: Hania Riley (nascida em abril de 2008), Vincent Sinclair (nascido em 2010) e Pauline, cuja chegada ele anunciou em março de 2015. O nome Pauline foi uma homenagem de Vin Diesel a seu amigo Paul Walker, que morreu em novembro de 2013. Alguns dias depois, Vin explicou por que escolheu nomear sua filha em homenagem ao falecido ator, em entrevista ao Today da NBC: "Não estou pensando em outra pessoa enquanto corto esse cordão umbilical. Eu sabia que ele estava lá e parecia, você sabe, uma maneira de manter a memória dele parte da minha memória, parte do meu mundo."
Diesel disse em 2006 que prefere manter sua privacidade em relação à sua vida pessoal, afirmando: "Eu não vou colocá-la na capa de uma revista como outros atores. [...] Eu venho do código de silêncio de Harrison Ford, Marlon Brando, Robert De Niro e Al Pacino." Ele expressou seu amor pela República Dominicana e como ele se relaciona com suas facetas multiculturais. Ele conhece seu ex-presidente, Leonel Fernández, e apareceu em um dos anúncios de campanha anteriores de Fernández. Los Bandoleros - um curta-metragem dirigido por Diesel - foi filmado na República Dominicana.
Durante as filmagens de xXx: The Return of Xander Cage em 2016, Diesel realizou um grande sonho de cantar em um coral gospel. O ator - em um intervalo da produção - decidiu se juntar a Sharon Riley & Faith Chorale, o coral de 13 membros que está sendo apresentado no filme, cantando "Oh Happy Day". Em um vídeo no Facebook, postado por um dos membros do coral, Vin explica: "Eu só queria dizer que um sonho meu sempre foi ter confiança para cantar em um coral. Embora minha avó me levasse ao coral todo fim de semana, eu nunca tive tanta confiança para subir lá e cantar".

## Filmografia

### Cinema
| Ano  | Filme                                 | Papel                          | Notas                                                     |
| ---- | ------------------------------------- | ------------------------------ | --------------------------------------------------------- |
| 1990 | Awakenings                            | Orderly                        | Não creditado                                             |
| 1994 | Multi-Facial                          | Mike                           | Curta metragem Também escritor, diretor e produtor        |
| 1997 | Instinto Assassino                    | Rick                           | Também escritor, diretor e produtor                       |
| 1998 | Saving Private Ryan                   | Soldado Adrian Caparzo         |                                                           |
| 1999 | The Iron Giant                        | O Gigante de Ferro             | Voz                                                       |
| 2000 | O Primeiro Milhão                     | Chris Varick                   |                                                           |
| 2000 | Pitch Black                           | Richard B. Riddick             |                                                           |
| 2001 | The Fast and the Furious              | Dominic Toretto                |                                                           |
| 2001 | Filhos da Máfia                       | Taylor Reese                   |                                                           |
| 2002 | xXx                                   | Xander Cage                    | Produtor executivo                                        |
| 2003 | A Man Apart                           | Sean Vetter                    | Produtor                                                  |
| 2004 | The Chronicles of Riddick             | Richard B. Riddick             | Produtor                                                  |
| 2004 | As Crônicas de Riddick: Fúria Negra   | Richard B. Riddick             | Voz                                                       |
| 2004 | Operação Babá                         | Tenente Shane Wolfe            |                                                           |
| 2006 | Find Me Guilty                        | Giacomo "Jackie Dee" DiNorscio |                                                           |
| 2006 | The Fast and the Furious: Tokyo Drift | Dominic Toretto                | Não creditado                                             |
| 2008 | Missão Babilônia                      | Hugo Cornelius Toorop          |                                                           |
| 2009 | Fast & Furious                        | Dominic Toretto                | também produtor                                           |
| 2009 | Los Bandoleros                        | Dominic Toretto                | Curta metragem Também escritor, diretor e também produtor |
| 2011 | Fast Five                             | Dominic Toretto                | também produtor                                           |
| 2013 | Fast & Furious 6                      | Dominic Toretto                | também produtor                                           |
| 2013 | Riddick: Blindsided                   | Richard B. Riddick             | Curta metragem Voz                                        |
| 2013 | Riddick 3                             | Richard B. Riddick             | também produtor                                           |
| 2014 | Guardiões da Galáxia                  | Groot                          | Voz                                                       |
| 2015 | Furious 7                             | Dominic Toretto                | também produtor                                           |
| 2015 | O Último Caçador de Bruxas            | Kaulder                        | também produtor                                           |
| 2017 | XXx: Return of Xander Cage            | Xander Cage                    | também produtor                                           |
| 2017 | The Fate of the Furious               | Dominic Toretto                | também produtor                                           |
| 2017 | Guardiões da Galáxia Vol. 2           | Groot                          | Voz                                                       |
| 2018 | Vingadores: Guerra Infinita           | Groot                          | Voz                                                       |
| 2018 | Ralph Breaks the Internet             | Groot                          | Voz                                                       |
| 2019 | Avengers: Endgame                     | Groot                          | Voz                                                       |
| 2020 | Bloodshot                             | Ray Garrison / Bloodshot       | Também produtor                                           |
| 2021 | Fast & Furious 9                      | Dominic Toretto                | Também produtor                                           |
| 2022 | Thor: Love and Thunder                | Groot                          | Voz                                                       |
| 2023 | Guardians of the Galaxy Vol. 3        | Groot                          | Voz                                                       |
| 2023 | Fast X                                | Dominic Toretto                |                                                           |